# Zusje
Zusje, dawniej: Luxuria Astaroth oraz Zusya Astafieva, właśc. Kamila Astafieva, (ur. 12 października 1995 w Łodzi) – polska piosenkarka, raperka, autorka tekstów, youtuberka, influencerka, modelka i freak fighterka.

## Życiorys
Karierę w internecie rozpoczęła jako fotomodelka występująca w teledyskach Donatana, zadebiutowała w wideoklipie do utworu „Nie lubimy robić” (2012).
W 2015 gościnnie wystąpiła w utworze Chipsu'a „Z Ziemi do Gwiazd”. W 2016 podpisała kontrakt muzyczny z wytwórnią Soul Records, która odpowiadała za dystrybucję jej debiutanckiego solowego singla, „Pułapka”. W latach 2019–2020 dystrybutorem jej nagrań była E-Muzyka. W 2021 pod szyldem wytwórni Pelican Songs i z pomocą Zebralution GmbH wydała singel „Marshmallow”, którym wywołała sporo kontrowersji. Zusje nie uzyskała żadnego certyfikatu za swoje utwory, do momentu wydania „Matrioszki”, za którego wysoką sprzedaż otrzymała certyfikat złotej płyty. Dołączyła do Vibe Co., gdzie początkowo treści były wydawane za pośrednictwem MUGO w latach 2022–2023, lecz dystrybutor został zmieniony w 2023 na Step Dystrybucję. 
Była zawodniczką freak fightów, walczyła w federacjach: Fame MMA, High League oraz Prime Show MMA. Debiutancką walkę stoczyła w 2020 w Częstochowie przeciwko Marcie Linkiewicz. Ma w karierze trzy wygrane i trzy przegrane walki.
W 2024 roku Smogulecka wyprowadziła się do Rosji i zmieniła nazwisko na Astafieva. 13 grudnia 2024 artystka wydała singel „Ай мама”, jako „Зусье”, wraz z wytwórnią Riff Music.
W 2025 Kamila wraz z wytwórnią All Stars Music wydała trzy single w języku rosyjskim: „Морозоньки” „Унеси меня” oraz „Патрики”.

## Filmografia

### Filmy
| Rok  | Tytuł filmu | Rola     | Źr.    |
| ---- | ----------- | -------- | ------ |
| 2014 | Obietnica   | Angelika | [ 16 ] |

### Teledyski
| Rok  | Tytuł             | Artysta       | Źr.                  |
| ---- | ----------------- | ------------- | -------------------- |
| 2012 | Nie lubimy robić  | Donatan       | [ 3 ]                |
| 2012 | Budź Się          | Donatan       | [ 17 ]               |
| 2012 | Niespokojna Dusza | Donatan       | [ 18 ]               |
| 2013 | My Słowianie      | Cleo, Donatan | [ 19 ]               |
| 2016 | Wolę być          | Cleo          | [ 20 ] [ 21 ] [ 22 ] |
| 2016 | N-O-C             | Cleo          | [ 23 ] [ 24 ]        |

## Dyskografia

### Single

#### Jako główny wykonawca
| Rok  | Tytuł                                              | Najwyższa pozycja na listach | Najwyższa pozycja na listach | Najwyższa pozycja na listach | Najwyższa pozycja na listach | Najwyższa pozycja na listach | Najwyższa pozycja na listach | Najwyższa pozycja na listach | Najwyższa pozycja na listach | Najwyższa pozycja na listach | Najwyższa pozycja na listach | Najwyższa pozycja na listach | Najwyższa pozycja na listach | Najwyższa pozycja na listach | Najwyższa pozycja na listach | Certyfikat          | Sprzedaż       | Album     |
| Rok  | Tytuł                                              | AirPlay                      | Apple Music                  | Deezer                       | Shazam                       | iTunes                       | iTunes                       | iTunes                       | iTunes                       | iTunes                       | iTunes                       | iTunes                       | iTunes                       | iTunes                       | iTunes                       | Certyfikat          | Sprzedaż       | Album     |
| Rok  | Tytuł                                              | All FM (UK)                  | POL                          | POL                          | POL                          | POL                          | BG                           | GR                           | HU                           | IE                           | KZ                           | RU                           | SVK                          | UA                           | CZ                           | Certyfikat          | Sprzedaż       | Album     |
| ---- | -------------------------------------------------- | ---------------------------- | ---------------------------- | ---------------------------- | ---------------------------- | ---------------------------- | ---------------------------- | ---------------------------- | ---------------------------- | ---------------------------- | ---------------------------- | ---------------------------- | ---------------------------- | ---------------------------- | ---------------------------- | ------------------- | -------------- | --------- |
| 2016 | „Pułapka”                                          | –                            | –                            | –                            | –                            | –                            | –                            | –                            | –                            | –                            | –                            | –                            | –                            | –                            | –                            |                     |                | –         |
| 2019 | „Pierwy śnieg”                                     | –                            | –                            | –                            | –                            | –                            | –                            | –                            | –                            | –                            | –                            | –                            | –                            | –                            | –                            |                     |                | –         |
| 2019 | „Zmiany”                                           | –                            | –                            | –                            | –                            | –                            | –                            | –                            | –                            | –                            | –                            | –                            | –                            | –                            | –                            |                     |                | –         |
| 2019 | „Miniony”                                          | –                            | –                            | –                            | –                            | –                            | –                            | –                            | –                            | –                            | –                            | –                            | –                            | –                            | –                            |                     |                | –         |
| 2019 | „Twój stary”                                       | –                            | –                            | –                            | –                            | –                            | –                            | –                            | –                            | –                            | –                            | –                            | –                            | –                            | –                            |                     |                | –         |
| 2019 | „Twoja”                                            | –                            | –                            | –                            | –                            | –                            | –                            | –                            | –                            | –                            | –                            | –                            | –                            | –                            | –                            |                     |                | –         |
| 2019 | „Na dnie”                                          | –                            | –                            | –                            | –                            | –                            | –                            | –                            | –                            | –                            | –                            | –                            | –                            | –                            | –                            |                     |                | –         |
| 2020 | „Podziemie”                                        | –                            | –                            | –                            | –                            | –                            | –                            | –                            | –                            | –                            | –                            | –                            | –                            | –                            | –                            |                     |                | –         |
| 2020 | „To”                                               | –                            | –                            | –                            | –                            | –                            | –                            | –                            | –                            | –                            | –                            | –                            | –                            | –                            | –                            |                     |                | –         |
| 2020 | „Pierwy śnieg (Remix)”                             | –                            | –                            | –                            | –                            | –                            | –                            | –                            | –                            | –                            | –                            | –                            | –                            | –                            | –                            |                     |                | –         |
| 2020 | „Chcę więcej”                                      | –                            | –                            | –                            | –                            | –                            | –                            | –                            | –                            | –                            | –                            | –                            | –                            | –                            | –                            |                     |                | –         |
| 2021 | „Marshmallow”                                      | –                            | 141                          | 58                           | 78                           | 5                            | –                            | –                            | –                            | –                            | –                            | 174                          | –                            | 17                           | 25                           |                     |                | –         |
| 2022 | „Dosyć słów”                                       | –                            | –                            | –                            | –                            | 24                           | –                            | –                            | –                            | –                            | –                            | –                            | –                            | –                            | –                            |                     |                | –         |
| 2022 | „Nie chcę już nic” (oraz Hellfield)                | –                            | –                            | –                            | –                            | –                            | –                            | –                            | –                            | –                            | –                            | –                            | –                            | –                            | –                            |                     |                | –         |
| 2022 | „Fake Love”                                        | –                            | –                            | –                            | –                            | 70                           | –                            | –                            | –                            | –                            | –                            | –                            | –                            | –                            | –                            |                     |                | –         |
| 2022 | „Dosyć Słów (Acoustic Live)”                       | –                            | –                            | –                            | –                            | –                            | –                            | –                            | –                            | 29                           | –                            | –                            | –                            | –                            | –                            |                     |                | –         |
| 2022 | „OnlyFans”                                         | –                            | –                            | –                            | –                            | 19                           | –                            | –                            | –                            | –                            | –                            | 98                           | –                            | –                            | 22                           |                     |                | –         |
| 2023 | „Nie mów nic”                                      | –                            | –                            | –                            | –                            | 24                           | –                            | –                            | –                            | –                            | –                            | –                            | –                            | –                            | 35                           |                     |                | –         |
| 2023 | „Matrioszka”                                       | 41                           | –                            | –                            | –                            | 21                           | 4                            | –                            | 12                           | –                            | 32                           | –                            | 16                           | –                            | 53                           | - ZPAV: złota płyta | - POL: 25 000+ | –         |
| 2023 | „Oj Malczyk”                                       | –                            | –                            | –                            | –                            | 17                           | –                            | –                            | –                            | –                            | –                            | –                            | –                            | –                            | 5                            |                     |                | –         |
| 2023 | „Brokat”                                           | –                            | –                            | –                            | –                            | 31                           | –                            | –                            | –                            | –                            | –                            | –                            | –                            | –                            | –                            |                     |                | –         |
| 2023 | „Gaber” (oraz Hellfield)                           | –                            | –                            | –                            | –                            | –                            | –                            | –                            | –                            | –                            | –                            | –                            | –                            | –                            | –                            |                     |                | –         |
| 2023 | „Plastic Surgery Istanbul Turkey” (oraz Hellfield) | –                            | –                            | –                            | –                            | –                            | –                            | –                            | –                            | –                            | –                            | –                            | –                            | –                            | –                            |                     |                | –         |
| 2023 | „Diament”                                          | –                            | –                            | –                            | –                            | 72                           | –                            | 29                           | –                            | –                            | –                            | –                            | –                            | –                            | –                            |                     |                | –         |
| 2023 | „Sarmatka”                                         | –                            | –                            | –                            | –                            | 42                           | –                            | –                            | –                            | –                            | –                            | –                            | 6                            | –                            | –                            |                     |                | –         |
| 2023 | „Матрёшка”                                         | –                            | –                            | –                            | –                            | 48                           | –                            | –                            | –                            | –                            | –                            | –                            | –                            | –                            | –                            |                     |                | –         |
| 2023 | „Garny Chłopiec”                                   | –                            | –                            | –                            | –                            | 19                           | –                            | –                            | –                            | –                            | –                            | –                            | –                            | –                            | –                            |                     |                | –         |
| 2024 | „Lajki” (oraz Hellfield)                           | –                            | –                            | –                            | –                            | 12                           | –                            | –                            | –                            | –                            | –                            | –                            | –                            | –                            | –                            | - ZPAV: złota płyta | - POL: 25 000+ | Narcopolo |
| 2024 | „Balet”                                            | –                            | –                            | –                            | –                            | 53                           | –                            |                              | –                            | –                            | –                            | –                            | –                            | –                            | 27                           |                     |                | –         |
| 2024 | „LAJKI (Axemo Remix)” (oraz Hellfield)             | –                            | –                            | –                            | –                            | 51                           | –                            | –                            | –                            | –                            | –                            | –                            | –                            | –                            | –                            |                     |                | –         |
| 2024 | „Juicy”                                            | –                            |                              | –                            | –                            | 23                           | –                            | –                            | –                            | –                            | –                            | –                            | –                            | –                            | –                            |                     |                | –         |
| 2024 | „Noc” (oraz Hellfield)                             | –                            | –                            | –                            | –                            | –                            | –                            | –                            | –                            | –                            | –                            | –                            | –                            | –                            | –                            |                     |                | –         |
| 2024 | „Szminka”                                          | –                            | –                            | –                            | –                            | –                            | –                            | –                            | –                            | –                            | –                            | –                            | –                            | –                            | –                            |                     |                | –         |
| 2024 | „Ай мама” (jako Зусье)                             | –                            | –                            | –                            | –                            | –                            | –                            | –                            | –                            | –                            | –                            | –                            | –                            | –                            | –                            |                     |                | –         |
| 2025 | „Морозоньки”                                       | –                            | –                            | –                            | –                            | –                            | –                            | –                            | –                            | –                            | –                            | –                            | –                            | –                            | –                            |                     |                | –         |
| 2025 | „Унеси меня”                                       | –                            | –                            | –                            | –                            | –                            | –                            | –                            | –                            | –                            | –                            | –                            | –                            | –                            | –                            |                     |                | –         |
| 2025 | „Патрики”                                          | –                            | –                            | –                            | –                            | –                            | –                            | –                            | –                            | –                            | –                            | –                            | –                            | –                            | –                            |                     |                | –         |

#### Jako wykonawca gościnny
| Rok  | Tytuł                                                |
| ---- | ---------------------------------------------------- |
| 2015 | „Z Ziemi do Gwiazd” (Chipsu, gośc. Luxuria Astaroth) |

### Teledyski
| Tytuł                                           | Rok  | Inni artyści | Reżyseria                                   | Źr.           |
| ----------------------------------------------- | ---- | ------------ | ------------------------------------------- | ------------- |
| „Marshmallow”                                   | 2021 | –            | HypeVision (Bartosz Bryła, Łukasz Łukasiak) | [ 60 ] [ 61 ] |
| „Dosyć słów”                                    | 2022 | –            | CrackHouse                                  | [ 62 ]        |
| „Nie chcę już nic”                              | 2022 | Hellfield    | CrackHouse Video                            | [ 63 ]        |
| „Fake Love”                                     | 2022 | –            | CrackHouse                                  | [ 64 ]        |
| „Dosyć słów (CrackHouse Acoustic Live Session)” | 2022 | –            | CrackHouse                                  | [ 65 ]        |
| „OnlyFans”                                      | 2022 | –            | CrackHouse                                  | [ 66 ]        |
| „Nie mów nic”                                   | 2023 | –            | CrackHouse                                  | [ 67 ]        |
| „Matrioszka”                                    | 2023 | –            | CrackHouse                                  | [ 68 ]        |
| „Oj Malczyk”                                    | 2023 | –            | CrackHouse                                  | [ 69 ]        |
| „Brokat”                                        | 2023 | –            | CrackHouse                                  | [ 70 ]        |
| „Gaber”                                         | 2023 | Hellfield    | CrackHouse Video                            | [ 71 ]        |
| „Plastic Surgery Istanbul Turkey”               | 2023 | Hellfield    | CrackHouse Video                            | [ 72 ]        |
| „Diament” – wizualizacja                        | 2023 | –            | Sway                                        | [ 73 ]        |
| „Matrioszka (CrackHouse Acoustic Live Session)” | 2023 | –            | CrackHouse                                  | [ 74 ]        |
| „Sarmatka”                                      | 2023 | –            | CrackHouse                                  | [ 75 ]        |
| „Garny Chłopiec”                                | 2023 | –            | CrackHouse                                  | [ 76 ]        |
| „Lajki”                                         | 2024 | Hellfield    | CrackHouse Video                            | [ 77 ]        |
| „Balet”                                         | 2024 | –            | CrackHouse                                  | [ 78 ]        |
| „Juicy”                                         | 2024 | –            | CrackHouse                                  | [ 79 ]        |
| „Noc”                                           | 2024 | Hellfield    | CrackHouse                                  | [ 80 ]        |
| „Szminka”                                       | 2024 | –            | CrackHouse                                  | [ 81 ]        |
| „Ай мама”                                       | 2024 | –            | –                                           | [ 82 ]        |